# SAKAE TA☆RO
『SAKAE TA☆RO』（サカエ タロウ）は、2008年7月5日（7月4日深夜）から2009年7月1日（6月30日深夜）まで中京テレビで放送されていたバラエティ番組である。京楽産業（現・京楽産業.）グループの単独提供。全51回。

## 概要
2008年6月まで同時間帯で放送されていた『TA☆RO』のリニューアル版で、当初は司会の石田純一と森下千里が現役女子大生チームのTA☆ROガールとともに、名古屋の中心・栄を徹底的に調査するという内容で放送されていた。その当時は番組企画のために栄の街頭でアンケートを取ったりしていたが、その後しばらくして、ゲストアーティストがスタジオで生ライブを行ったり、TA☆ROガールや同時期より準レギュラー入りしたSKE48のメンバーたちがトークやゲームをしたりする栄発の音楽番組としてリニューアルした。番組は毎回サンシャイン栄で公開収録を行っていた。
なお、当時中京テレビ公式サイト内に設けられていた番組公式サイトも、同アドレス上にあった『TA☆RO』公式サイトの跡地を再利用したものだった。当初は出演者のプロフィールと観覧希望者募集の告知を掲載しただけの非常に簡素な作りだったが、番組本編でSKE48の担当コーナー「ナゴヤ制服計画」がスタートすると、公式サイトも同コーナーについて特集したブログを併設するようになった。番組が終了した現在ではどちらも既に閉鎖されている。

## 放送時間
いずれも日本標準時。
- 土曜 0:25 - 0:55 （金曜深夜：2008年7月5日 - 2008年9月27日） - 『月刊サッカーアース』の放送日には1時間繰り下げて放送。
- 水曜 0:29 - 0:59 （火曜深夜：2008年10月8日 - 2009年7月1日）

## 出演者
※印は『TA☆RO』からの継続出演者であることを示す。

### 司会
- 石田純一※
- 森下千里※

### TA☆ROガール
TA☆ROガールとは、東海3県各地の大学や短大に通う現役女子大生を中心に構成されたグループである。このうち、神谷美有紀、纐纈みさき、成瀬司の3人は2009年3月に大学を卒業したため、同年4月1日（3月31日深夜）放送分の「大号泣 さよならタローガール卒業大SP」をもって番組を卒業した。
- 相川真緒
- 戎谷葵※
- 小椋洋子※
- 神谷美有紀※ - 途中、出演が無い時期もあった。
- 纐纈みさき※
- 鈴原あいみ※
- 蔦絵梨奈※
- 所由佳 - 「栄LOVE SONGプロジェクト」という企画に出演した後、2009年5月13日（5月12日深夜）放送分をもってTA☆ROガールに加入した。
- 成瀬司※
- 山田さおり

### その他の主な出演者
- 水谷陽介（当時中京テレビアナウンサー） - 不定期出演。
- 斉藤伸也（竹内電気） - 見た目が個性的なアーティストを紹介する「超ビジュアル系」のコーナーを担当。
- SKE48 - オープニングの歌を担当。メンバー全員が出演するのではなく、週ごとに2人ずつが出演するという形だった。2009年4月21日放送分からは「ナゴヤ制服計画」のコーナーを担当するようになった。
- 西野カナ - 「栄LOVE SONGプロジェクト」で楽曲を制作。この企画で彼女が作り上げた曲「遠くても feat.WISE」は、実際に遠距離恋愛を迎えることになったカップルへの取材を基にしている。

## スタッフ
- ナレーター：鹿内美沙（当時中京テレビアナウンサー）
- 構成：田中伊知朗、柳しゅうへい
- 制作協力：中京テレビ映像企画
- ディレクター：黒野友貴、森田浩史、伊藤正則、祖父江安希巳
- 演出：富田恭彦
- プロデューサー：黒宮英作、平松茂生
- 製作著作：中京テレビ